# Antonio Gómez de Salazar
Antonio Gómez de Salazar Martínez de Illescas (Cartagena, 22 de enero de 1896 - Madrid, 14 de enero de 1954) fue un militar español que participó en la guerra civil española en el bando republicano. Se destacó especialmente por su mandos militares en el sur de la península ibérica.

## Biografía

### Guerra Civil
La primera noticia que hay de él es de noviembre de 1936, donde, con el rango de comandante, está al frente de subsector de Iznalloz del Sector de Granada. A mediados de diciembre de 1936, con el Ejército del Sur ya creado, Gómez de Salazar sigue al frente del subsector de Iznalloz.
A finales de enero de 1937 es nombrado jefe del subsector de Guadix, también en el Sector de Granada, en sustitución de Gregorio Verdú Verdú; no obstante, accidentalmente ocupará el cargo de jefe del Sector de Granada. Por Decreto del 8 de marzo hay una modificación en el Ejército del Sur, quedando Gómez de Salazar como jefe del Sector de Granada (llamado también Sector Jaén-Granada). 
A mediados de abril de 1937, como evolución del ejército miliciano y de columnas a uno profesional y divisionario, las unidades del Sector Jaén-Granada pasan a formar las divisiones 21.ª y 22.ª. Gómez de Salazar queda al frente de ambas, pero debido a que estaba herido y convaleciente en Cartagena, queda al frente de la 22.ª, accidentalmente, el comandante José Juan Saura, y (desde el 7 de mayo) el comandante Orad de la Torre. En la 21.ª División fue sustituido por el comandante Martín Calvo Calvo el 30 de junio. Hacia mediados de 1937 ascendió a teniente coronel por antigüedad en el escalafón.
A finales de septiembre Prieto, ministro de Defensa Nacional, decide reformar a las Brigadas Internacionales. Para ello, por decreto del 27 de septiembre, modifica la organización de las mismas, intentando disminuir la influencia comunista en ellas. Gómez de Salazar será nombrado segundo jefe del Estado Mayor de las Brigadas Internacionales. En el mes de diciembre, fue nombrado jefe de la sección de Operaciones del Estado Mayor del recién creado Ejército de Andalucía, donde posiblemente pasó el resto de la guerra.

### Posguerra
Finalizada la contienda con la victoria del bando sublevado en 1939, Gómez de Salazar es sometido en Córdoba a un procedimiento sumarísimo del que sale absuelto el 20 de octubre. De vuelta a su ciudad natal, refunda allí el Colegio Hispania apoyado por el mecenazgo de la Caja de Ahorros y Monte de Piedad de Cartagena (precursora de la Caja Mediterráneo), quien lo erige como director del mismo. En el centro se encargará de las clases de Gimnasia hasta 1942, cuando se retira. En 1954 fallece en Madrid al no superar una operación de cáncer de pulmón, y es sepultado en el cementerio cartagenero de Nuestra Señora de los Remedios.[cita requerida]